# Kakao Bank
Pour les articles homonymes, voir Kakao (homonymie).
Kakao Bank est une banque en ligne ayant repris la marque Kakao, une entreprise internet sud-coréenne, qui en est un actionnaire minoritaire. Elle compte 210 employés.

## Histoire
Kakao Bank est lancée le 27 juillet 2017. Elle connait un succès très important le premier mois de son existence, avec l'ouverture de 1,5 million de comptes la première semaine, liée au peu de banques exclusivement en ligne en Corée du Sud, ainsi qu'à des tarifs agressifs par rapport à ses concurrents, tant pour les crédits que pour les dépôts.